# Рощина, Виктория Владимировна
Виктория Владимировна Ро́щина (укр. Вікторія Володимирівна Рощина; Запорожье, 6 октября 1996 — 19 сентября 2024, Таганрог) —
украинская журналистка, которая в мае 2023 года была задержана российскими военными в ходе поездки в оккупированную РФ часть восточной Украины. В октябре 2024 года было сообщено о смерти Виктории Рощиной при невыясненных обстоятельствах.

## Биография
Виктория родилась в 1996 году в городе Запорожье Запорожской области Украины. В 16 лет начала заниматься журналистикой. С 2017 по 2022 год работала на телеканале «Громадське», освещала митинги, судебные заседания и конфликтные события с широкой географией и в разное время суток.
В марте 2022 года, после начала полномасштабного вторжения России на Украину, Виктория направилась в оккупированный Мариуполь с целью сделать журналистский репортаж. На выезде из Бердянска её задержали российские военные, угрожали и пытались склонить к сотрудничеству с силами РФ, однако в дальнейшем она была отпущена.
25 июля 2023 года она пересекла границу Украины с Польшей, затем доехала до Латвии, где 26 июля перешла границу с Россией с намерением в дальнейшем попасть на оккупированные территории на востоке Украины. 3 августа 2023 года Рощина последний раз связалась с родственниками, после чего на связь не выходила.
В мае 2024 года Минобороны РФ подтвердило, что Рощина находится в заключении на территории России. Рощину, которую держали в застенках таганрогского СИЗО-2 без предъявления обвинений, готовились обменять на пленных россиян, но за несколько дней до обмена она исчезла. В Минобороны РФ заявили, что она умерла 19 сентября 2024 года.
На протяжении почти 5 месяцев тело Рощиной не передавали Украине. Тело вернули 14 февраля 2025 года под видом «неидентифицированного мужчины» без мозга, глазных яблок, трахеи — согласно неназванному судебно-медицинскому эксперту, органы изъяли умышленно, чтобы скрыть удушение, от которого Рощина, по-видимому, умерла; прокуратура заявила, что Рощину подвергали жестоким пыткам перед смертью; её били током, на теле обнаружены ножевые ранения. ДНК-экспертиза в конце апреля подтвердила, что тело «неидентифицированного мужчины» — это останки погибшей журналистки.